# Tony Maudsley
Tony Maudsley (nacido el 30 de enero de 1968) es un actor de cine británico que fue seleccionado para prestar su voz al personaje de Grawp, en la película de Harry Potter y la Orden del Fénix. Comenzó su carrera cuando consiguió un papel en la película A Life for a Life, en 1998, donde interpretó a Stefan Kiszko, papel con cual se le otorgó mucho éxito. Caracteriza al personaje de Joshua en el sitcom de la BBC Radio 4 Revolting People. También ha actuado en muchas partes pequeñas en películas de televisión.

## Filmografía
| Year | Movie                             | Role            | Other notes      |
| ---- | --------------------------------- | --------------- | ---------------- |
| 2007 | Harry Potter y la Orden del Fénix | Grawp           | voz              |
| 2004 | Vanity Fair                       | Joseph Sedley   |                  |
| 2003 | Bright Young Things               | Race Steward    |                  |
| 2002 | The Intended                      | William Jones   |                  |
| 2002 | Revengers Trajedy                 | Executioner     |                  |
| 2002 | Club Le Monde                     | Mosh            |                  |
| 2001 | Redemption Road                   | Disco Doorman   |                  |
| 2000 | Born Romantic                     | Turnkey         |                  |
| 2000 | Honest                            | Chopper         |                  |
| 2000 | The Nine Lives of Tomas Katz      | Taxi driver     |                  |
| 1999 | Sleepy Hollow                     | Van Ripper      |                  |
| 1999 | Plunkett & Macleane               | Older Clergyman |                  |
| 1998 | A Life for a Life                 | Stefan Kiszko   | Primera película |